# PAS 1025
Die PAS 1025 (Publicly Available Specification) beschreibt ein Austauschformat zwischen einem Enterprise-Resource-Planning-System (ERP-System) wie SAP R/3 und einem Betrieblichen Umweltinformationssystem (BUIS) wie Audit oder Umberto, um umweltrelevante Daten zwischen beiden Systemen zu transferieren.

## Problemstellung und Zielsetzung
BUIS haben die Aufgabe, den betrieblichen Umweltschutz in einem Unternehmen mit Daten und Informationen zu versorgen. Dabei werden die Informationen aus verschiedensten Quellen gesammelt, verarbeitet und dem Anwender spezifisch aufbereitet. Eine dieser Informationsquellen stellen die Betrieblichen Informationssysteme (BIS), im Speziellen die ERP-Systeme, dar. Im Zuge der Erfassung von Informationen in einem ERP-System werden nämlich umweltrelevante Daten, wie Material-, Prozess- und Kostendaten erfasst und im betrieblichen Kontext genutzt. Um nun eine effektive Betrachtung im Bereich des Umweltschutzes vorzunehmen und die Ergebnisse im Unternehmen effizient umsetzen zu können, bedarf es einer Integration von BUIS und BIS. 
Die einfachste Variante zur Integration zweier heterogener Systeme ist der reine Datenaustausch über Schnittstellen. So könnten umweltrelevante Daten beispielsweise aus einem SAP-R/3-System gewonnen, diese in ein BUIS transferiert und die Ergebnisse der Umweltbetrachtung (z. B. eines Produktionsprozesses durch eine Stoffstromanalyse) wieder in das R/3-System zurückgeführt werden. Da sich der Blickwinkel auf die umweltrelevanten Daten durch ERP-Systeme von dem der BUIS unterscheidet, ergibt sich das Problem des sogenannten „Semantic Gaps“ bei der Transformation der Daten. Das bedeutet, dass sich die Informationen in puncto Relevanz, Umfang und Komplexität unter Umständen beträchtlich voneinander unterscheiden können. 
Um diesem Problem zu begegnen, schloss sich das PASSUS-Konsortium aus den verschiedensten Instituten und Unternehmen zusammen und definierte 2003 ein Austauschformat für umweltrelevante Daten und veröffentlichte die Schnittstellenbeschreibung unter der PAS 1025. Diese soll die Hemmnisse des Datenaustausches zwischen den beiden Systemen senken, konkrete Vorschläge für umweltrelevante Daten liefern und eine günstige Struktur von umweltrelevanten Daten vorgeben. Dabei wird als übergeordnetes Ziel ein offener Schnittstellenstandard verfolgt.

## Aufbau
Die PAS 1025 wird in einem XML-Schema (XSD) nach dem W3C-Standard dokumentiert und dargestellt. Der Austausch von Daten erfolgt somit über XML und bietet so eine offene Struktur, was ein Vorteil gegenüber proprietären Lösungen ist. Die Schnittstellenbeschreibung definiert nur den semantischen Bereich des Austausches und betrachtet nicht die Übertragung der Daten von einem System ins Andere. Dies kann über jedes Medium erfolgen (z. B. WebServices, RPC, CORBA). Die Implementierung sollte von dem Hersteller des jeweiligen BUIS bzw. ERP-System vorgenommen werden, da diese sich intern am besten mit den gegebenen Strukturen der Software auskennen und wissen, wo die Daten (die in der PAS beschrieben werden) liegen bzw. wo sie genutzt werden. Die auszutauschenden umweltrelevanten Daten werden nachfolgend aufgelistet:
- Materialstammdaten
  - Materialeigenschaften (z. B. Treibhauspotential, Volumen, Abmessungen, Dichte)
  - Materialkosten
  - Materialbezeichnungen (Übersetzungen, Synonyme)
  - Materialinhaltsstoffe (Stücklisten, Rezepturen)
  - Materialgruppen

- Produktionsdaten
  - Flussmaterialien
  - Arbeitspläne
  - Prozesshierarchien
  - Bewegungsdaten

- Kosten
  - Kostenstellen
  - Kostenarten
  - Währungen

## Konsortium
- Institut für Arbeitswissenschaft und Technologiemanagement (IAT) der Universität Stuttgart
- Fraunhofer-Institut für Arbeitswirtschaft und Organisation (IAO) Stuttgart
- TechniData AG
- infor business solutions AG
- Institut für Umweltinformatik (ifu) Hamburg GmbH